# دهستان ببه‌جیک
ببه‌جیک، دهستانی است از توابع بخش مرکزی شهرستان چالدران در استان آذربایجان غربی ایران.
این دهستان با ۳۶ روستای تابعه از جاذبه‌های خوب تفریحی و سیاحتی برخوردار است.
کلیسای تادئوس مقدس یا قره کلیسا در این دهستان واقع شده‌است و فاصله آن از مرکز دهستان یعنی روستای قرنقو حدود ۱۵ کیلومتر است که همه ساله مسیحیان زیادی برای برپایی مراسم خاص خود در تابستان به آنجا می‌روند.

## جمعیت
براساس سرشماری مرکز آمار ایران در سال ۱۳۹۵، جمعیت این دهستان برابر با ۲٬۹۴۷ نفر (۹۳۸ خانوار) بوده‌است. 